# Рождение нации
«Рождение нации» (англ. The Birth of a Nation) — американский художественный немой фильм Дэвида Гриффита по произведениям Томаса Диксона «Член клана» и «Пятна на шкуре леопарда». Фильм первоначально назывался «Человек клана».
Фильм стал скандальным в связи с его расизмом: его называли «самым спорным фильмом в истории США» и «самым отвратительно расистским фильмом в истории Голливуда». В фильме афроамериканцы показаны глупыми и сексуально агрессивными по отношению к белым женщинам, Ку-клукс-клан — героической силой, спасающей американские ценности, защищающей белых женщин и поддерживающей превосходство белых. Успех фильма поспособствовал возрождению Ку-клукс-клана, прекратившего существование в 1870-е годы.
«Рождение нации» было самой масштабной киноработой своего времени: трёхчасовой фильм состоял из более чем 1500 сцен, а его бюджет превысил 100 тысяч долларов (эквивалентно 2,5 миллионам долларов 2019 года). В 1992 году фильм был включён в Национальный реестр Библиотеки Конгресса.

## Сюжет

### Часть 1: США доГражданской войны
Счастливая семья Кэмерон живёт в Пидмонте, Южная Каролина. У доктора и г-жи Кэмерон три сына: Бенджамин, Уэйд и Дюк — и две дочери: старшая Маргарет и младшая Флора. К ним в гости приезжают друзья из Пенсильвании: конгрессмен Остин Стоунмен в сопровождении двух сыновей — Тода и Фила. Фил влюбляется в старшую дочь Кэмерона. Бен Кэмерон, увидев фотографию единственной дочери Остина, Элси Стоунмен, влюбляется в неё без памяти.
Начинается война. Стоунмены примыкают к сторонникам Севера, Кэмероны — к сторонникам Юга.
Идёт осада Петерсберга. Сторонникам Юга не хватает продовольствия. Бен Кэмерон, став полковником армии конфедератов, ожесточённо сражается, но в конце концов перестаёт сопротивляться, и его берёт в плен старый друг Фил Стоунмен, в то время как родители и сестры Бена с трепетом прислушиваются к грохоту сражения.
Сторонники Южных Штатов побеждены. Генерал Ли является к генералу Гранту. За пленным полковником, лежащим в госпитале, ухаживает Элси Стоунмен, ответившая взаимностью на его любовь. Вместе с матерью Кэмерона она отправляется к президенту Линкольну, умоляет его о снисхождении и добивается помилования Бена.
Тем временем Остин Стоунмен становится одним из сторонников крайних мер в конгрессе. Конгрессмен взял сторону негров и убедил мулата Сайласа Линча стать их политическим вожаком. После убийства президента Линкольна, воссозданного во всех деталях, Остин Стоунмен практически управляет Соединёнными Штатами.

### Часть 2.Реконструкция
«Лига Союза» получает большинство голосов на парламентских выборах. Сайлас Линч назначается заместителем губернатора. Белых прогоняют с улиц, вычеркивают из избирательных бюллетеней и чаще всего лишают имущества.
Бен Кэмерон становится во главе движения сопротивления. Конгрессмен Стоунмен, узнав об этом, расторгает его помолвку с Элси. Огастус Сезар (Гас), преданный слуга Кэмеронов, вступает в ряды вооружённой негритянской гвардии, которую набрал Сайлас Линч. Гас домогается руки Флоры. Семья, разорённая войной, живёт в полнейшей нужде. Однажды, когда Флора, идя к роднику, отваживается зайти в лес неподалёку, за ней гонится Гас, ей грозит насилие. Спасая свою честь, девушка бросается с вершины скалы и погибает. Бен Кэмерон находит труп Флоры и клянется отомстить.
Размышляя о способах борьбы с бесчинствами негров, Кэмерон видит, как двое белых детей пугают негритят, закутавшись в простыню. Это наводит его на мысль о создании новой организации. Он основывает Ку-клукс-клан, становится его «Великим Драконом»; задача организации — терроризировать элементы, желающие, «чтобы Белый Юг был раздавлен пятой Чёрного Юга» (из субтитров). Против негров направляются карательные экспедиции. В Вашингтоне Остин Стоунмен всё ещё отказывается осознать свои ошибки.
Сайлас Линч угрожает арестом д-ру Кэмерону, нашедшему пристанище вместе со старой женой, юной дочерью и несколькими верными слугами-неграми среди полей в хижине, которую собирается разгромить чёрная гвардия. Элси защищает перед Линчем дело Кэмеронов и своего брата Фила, жениха Маргарет Кэмерон, разделяющего участь семьи южан. Мулат пытается изнасиловать девушку. Стоунмен наконец понимает свою ошибку, и Сайлас Линч приказывает его арестовать.
Чёрная гвардия во главе с Сайласом Линчем бросается на приступ уединённой хижины, Кэмероны обороняются, стреляя из ружья. Они уже на волоске от смерти, но с гор появляются белые всадники Ку-клукс-клана во главе с Великим Драконом. Клан, который уже убил Гаса, виновника смерти Флоры, освобождает Стоунмена. Конгрессмен обещает отныне защищать белых.

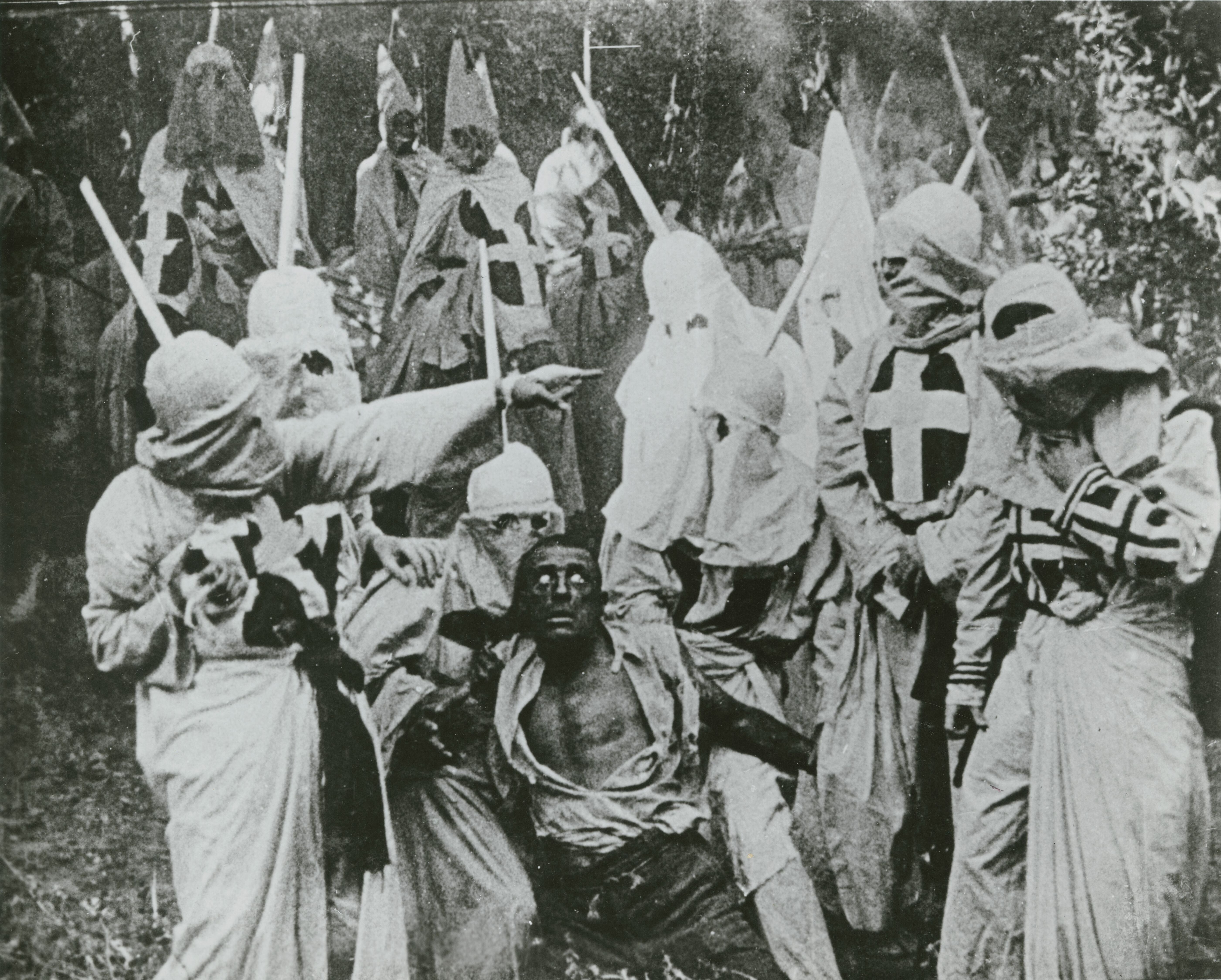
Кадр из фильма: суд Линча над Гасом, в роли которого снялся белый актёр Уолтер Лонг в гриме блэкфейс

В заключение показывается новая идиллия в Южных Штатах, которые вновь обрели счастье при господстве Ку-клукс-клана. Два брака между Кэмеронами и Стоунменами символизировали новый союз между Севером и Югом.

## В ролях
- Лиллиан Гиш — Элси Стоунмен
- Мэй Марш — Флора Кэмерон
- Мэри Олден — Лидия Браун
- Генри Вольтхолл — полковник Бен Кэмерон
- Мириам Купер — Маргарет Кэмерон
- Уильям П. ДеВолл — Нелс, старый негр
- Ральф Льюис — Остин Стоунмен
- Джордж Сигман — Сайлас Линч
- Уолтер Лонг — Огастус Сезар (Гас)
- Роберт Хэррон — Тод Стоунмен
- Уоллес Рид — кузнец Джефф
- Элмер Клифтон — Фил Стоунмен
- Джозефина Кроуэлл — миссис Кэмерон
- Споттисвуд Эйткен — доктор Кэмерон
- Джордж Беренджер — Уэйд Кэмерон
- Джозеф Хенабери — Авраам Линкольн
- Дональд Крисп — генерал Грант
- Ховард Гей[англ.] — генерал Ли
- Рауль Вэлш — Джон Уилкс Бут
- Мадам Сул-Те-Ван — негритянка
- Альма Рубенс — красотка в 1861 году
- Юджин Паллетт — солдат Северян

В титрах не указаны
- Ольга Грей — Лора Кин
- Эрих фон Штрогейм
- Монти Блю

## Создание фильма
Изначально фильм также носил название «Член клана», но вскоре после премьеры режиссёр решил изменить его название.
Производство фильма финансировала фирма «Ипок-филм», основанная Гриффитом и Эйткеном.
Эйткен вложил в предприятие лишь четвёртую часть общего капитала — 25 тысяч долларов. Остальную сумму вложили акционеры. «Вполне возможно, что кое-кто из куклуксклановцев (такие, как, например, капиталист из Пасадены) помог финансировать фильм, служивший их политике…» (Жорж Садуль)
Фрэнк Вудс и Гриффит закончили работу над сценарием за полтора месяца. Для многочисленных дополнений к сценарию они использовали «Пятно леопарда», другой роман Томаса Диксона мл. Съёмки велись в июле, августе и начале сентября 1914 года. Декорации были возведены в весьма примитивных павильонах студии «Рилайенс меджестик» под художественным руководством её основателя Томаса Инса. Многие декорации строились под открытым небом. Как и в других фильмах Гриффита, роли темнокожих исполняли белые артисты, которых гримировали «под чернокожих».
Монтаж картины, которым лично руководил Гриффит, длился три с половиной месяца.

### Саундтрек
Музыкальная партитура, написанная Джозефом Брейлом, представляла собой в основном попурри из американских народных песен и отрывки из произведений Бетховена, Листа, Россини, Верди, Чайковского, Грига, Вагнера.
В 2008 году Dj Spooky на основе фильма сделал проект под названием Rebirth of a Nation («Перерождение нации»).
В августе 2015 года Dj Spooky совместно с Kronos Quartet выпустили новую версию саундтрека к фильму.

## Художественные особенности
В фильме снимались все крупнейшие актёры школы Гриффита. В массовых сценах участвовало до 1000 человек.
«…Режиссёрская работа с актёрами далеко не везде образцова <…> Характеры в целом намечены довольно схематично, чересчур крупными штрихами… Значение фильма не в раскрытии психологии персонажей, не в режиссёрской работе с актёрами, а в том мастерстве, которое Гриффит проявил в монтаже и постановке массовых сцен…» (Жорж Садуль)
«…В общем синтаксисе „Рождения нации“ каше занимают в 10 раз более значительное место, чем движение аппарата. Гриффит, развивая и систематизируя приёмы, уже имевшие широкое распространение и до него, нарушает благодаря каше всех форм монотонность прямоугольного экрана, разнообразит композицию кадров, использует различные варианты кадрирования для достижения эмоциональной и драматической выразительности…»(Жорж Садуль)
В «Рождении нации» Гриффит почти постоянно применяет параллельный монтаж.
Появление в развязке фильма кавалерии Ку-клукс-клана, приходящей на помощь Кэмеронам в практически безнадёжной ситуации, стало кинематографическим штампом, получившим название «кавалерия из-за холмов». Он многократно использовался впоследствии, сначала — в основном в вестернах, далее — практически в любом приключенческом кино, и продолжает активно применяться по сей день.

## Выход и критика
Впервые фильм демонстрировался в Лос-Анджелесе в кинозале «Клюнз» 8 февраля 1915 года под своим первоначальным названием. Уже после просмотра Томас Диксон, будучи потрясённым, предложил новое название.
Два крупных левых журнала «Нью рипаблик» и «Нейшн» в статьях кинокритика Фрэнсиса Хекета и главного редактора Освальда Гаррисона Вилларда дали фильму уничтожающую оценку. Ректор Гарвардского университета Чарльз Элиот заявил, что он является «извращением идеала белых». Национальная ассоциация содействия прогрессу цветного населения напечатала брошюру, направленную против фильма. В его защиту Гриффит выпустил брошюру «Подъём и упадок свободы слова в Америке».
Президент Вудро Вильсон (первый президент-южанин со времён Гражданской войны и единственный президент из числа бывших подданных Конфедеративных Штатов Америки) приказал устроить просмотр фильма в Белом доме во время одного из заседаний, на которое были приглашены многие государственные деятели и дипломаты с семьями. После просмотра президент заметил: «Всё равно что творить историю при свете молний… Жаль только, что всё это — ужасная правда».
Во Франции киноленту запретила цензура. В Париже её демонстрировали только в 1921 году в изменённом варианте.
От фильма Гриффит получил около миллиона долларов чистой прибыли. На волне успеха картины было снято продолжение, «Закат нации», которое провалилось в прокате. С приходом звукового кино «Рождение нации» было озвучено и снова выпущено на экраны.